# روفوس جونز (منافس ألعاب قوى)
روفوس جونز هو منافس ألعاب قوى غرينادي، ولد في 10 يناير 1976.

## وصلات خارجية
- خورخي جونز على موقع الاتحاد الدولي لألعاب القوى (الإنجليزية)
- خورخي جونز على موقع أوليمبيديا (الإنجليزية)